# Shinkansen série N700
Le Shinkansen série N700 est une rame automotrice à grande vitesse utilisée sur les lignes Shinkansen Tōkaidō (JR Central), Sanyō (JR West) et Kyūshū (JR Kyushu) au Japon. 
Elle dérive de la série 700 dont elle reprend le nez en « bec de canard ». En 2010, c'est la rame Shinkansen de conception la plus récente (construction débutée en 2005 et mise en service le 1er juillet 2005) et la plus rapide (avec la série 500) avec une vitesse commerciale maximale de 300 km/h. Le N700 est aussi le modèle à avoir la plus forte accélération (2,6 km/h/s), pouvant atteindre les 270 km/h en trois minutes, et peut ainsi relier en service Nozomi la gare de Tokyo à la gare de Shin-Osaka en 2 h 25 et Tokyo à la gare de Hakata à Fukuoka en environ 4 h 50.

## Utilisation
Le N700 assure aujourd'hui les 74 liaisons Tōkyō - Fukuoka quotidiennes de Nozomi. Par ailleurs, il parcourt la plupart des autres lignes du réseau et il est aussi utilisé sur certaines lignes diurnes de Hikari et pour des Kodama matinaux ou nocturnes entre Fukuoka (gare de Hakata) et Kitakyūshū (gare de Kokura) sur Kyūshū.

## Le N700 Standard (N700-0 et N700-3000)
Les N700 circulant actuellement sur les lignes Tōkaidō et Sanyō (Nozomi, Hikari et Kodama) comportent tous seize voitures, dont trois « Green Car » (première classe, à savoir les voitures 8, 9 et 10) et treize de classes standard dont plusieurs sur réservation (dix sur Nozomi : les voitures 4 à 7 et 11 à 16 ; huit sur Hikari : les wagons 6, 7 et de 11 à 16 ; seulement trois sur Kodama : les 11, 12 et 16). De plus, contrairement aux autres modèles, il n'offre que des voitures non-fumeurs et seuls quelques salles spéciales sont réservées aux fumeurs dans les voitures 3, 7, 10 et 15. Les sièges sont disposés en 3+2 en classe standard (1 123 places) et en 2+2 en Green Car (200 places), soit une capacité totale de 1 323 sièges. L'ensemble des sièges, sur la ligne Tōkaidō, offre une connexion internet depuis mars 2009. Son décor extérieur est blanc, avec deux bandes bleu sombre. 

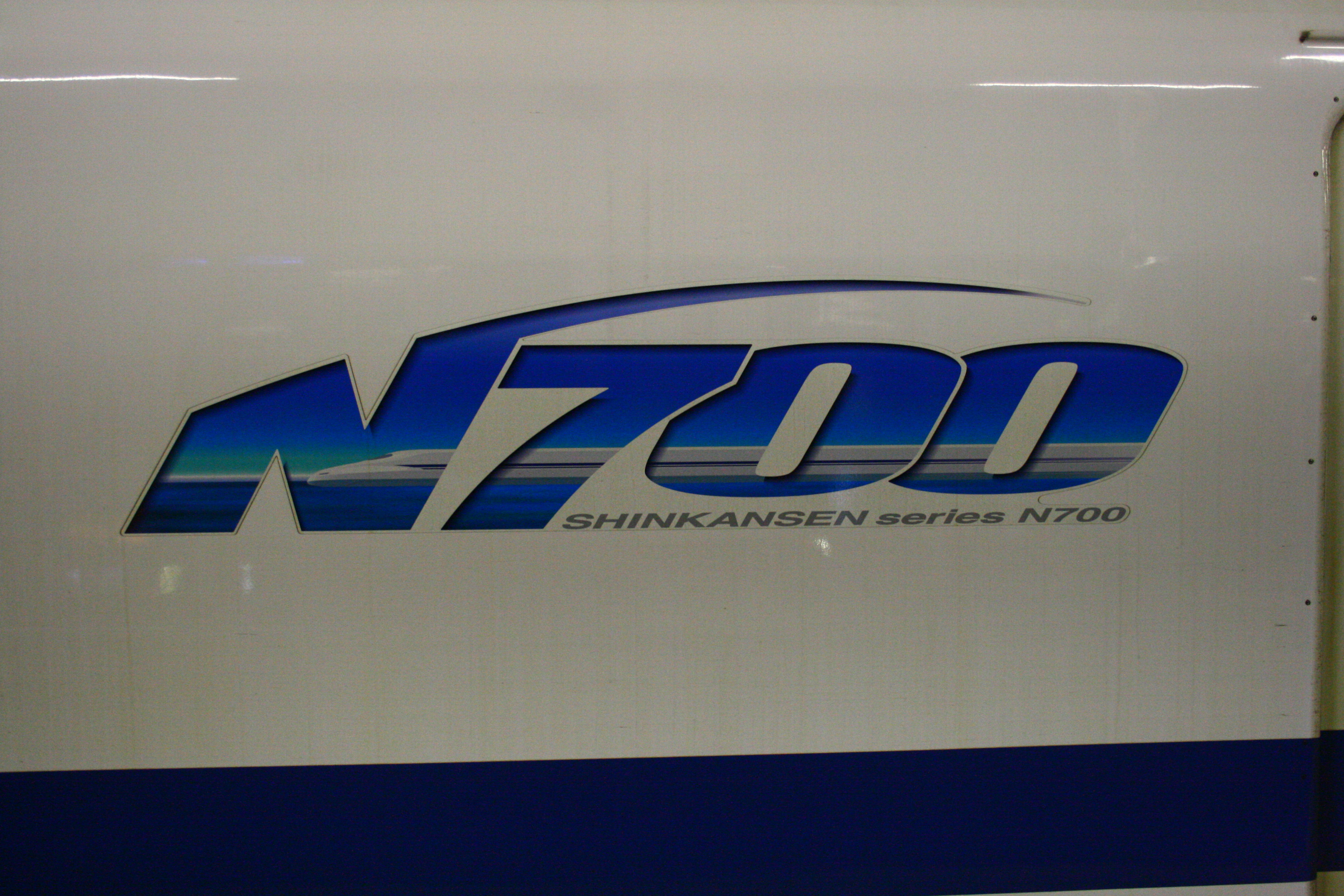
Logo du N700
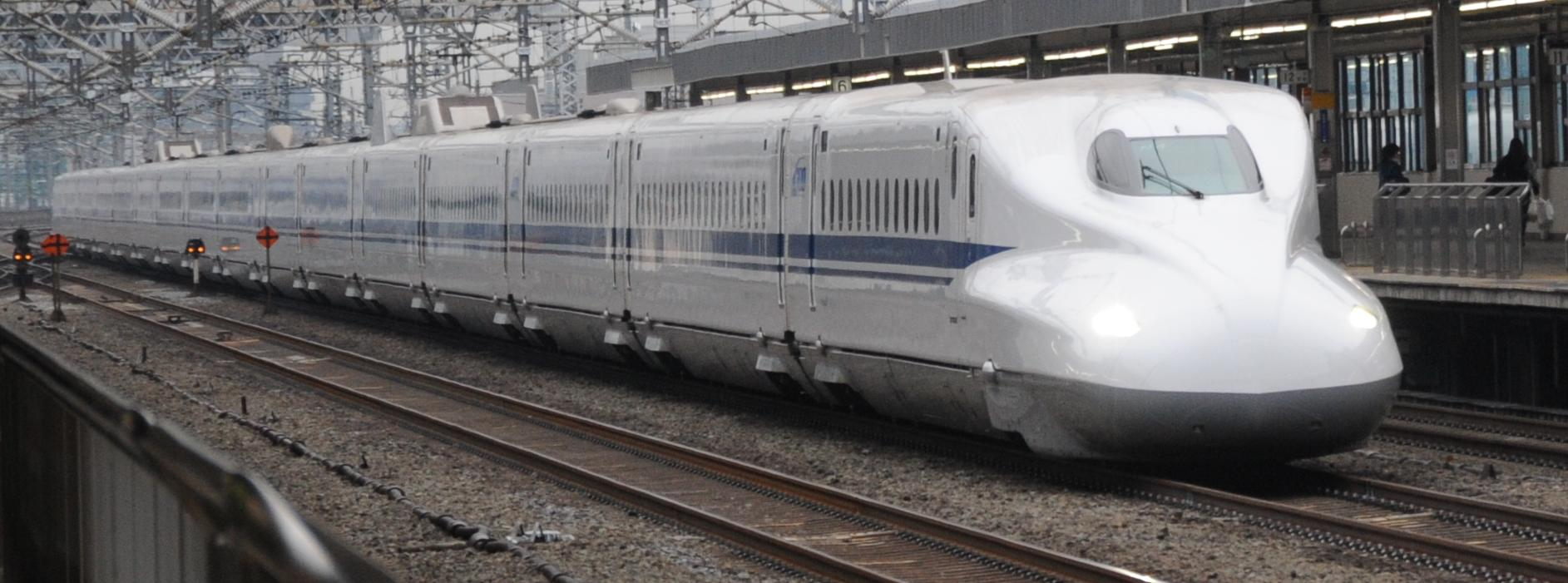
Shinkansen N700
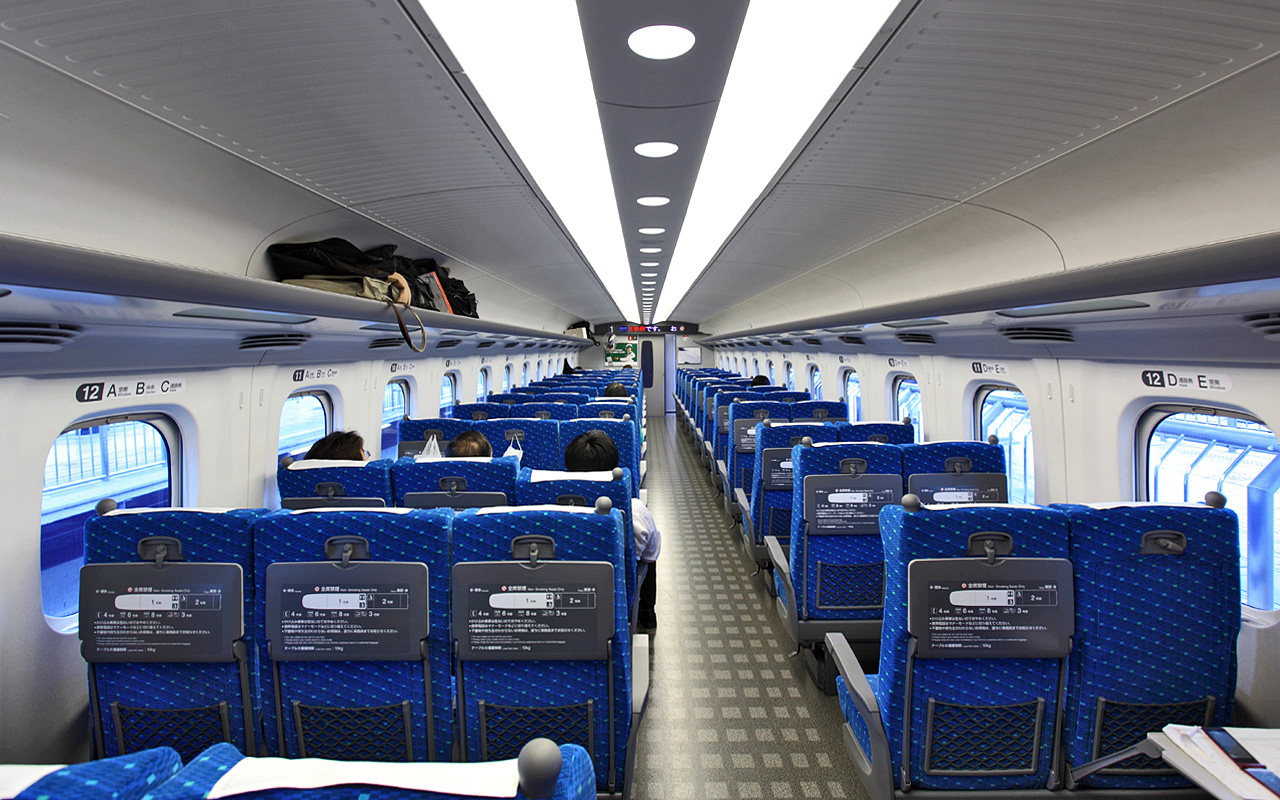
Intérieur des classes standards
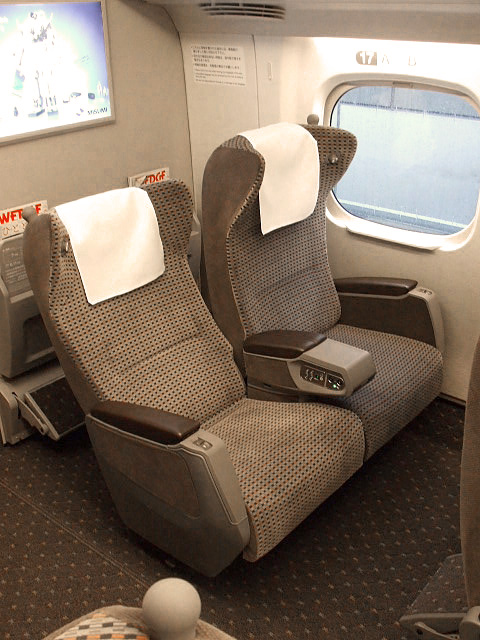
Sièges des Green car

Il existe deux versions du N700 standard les N700-0 et le N700-3000.

## Le N700A (Advanced) (N700-1000(N700A),-2000,4000,5000(N700a))
Une version N700A (A : Advanced) est mise en service commercial fin mars 2013 avec diverses améliorations dont l'introduction d'un éclairage par des LED, un nouveau design des sièges, un freinage d'urgence plus performant en particulier en cas de séisme, etc. (27 rames sont livrées).
Formation complète a 16 voitures d'un N700A (formation G13)

## Le N700S (Suprême)
Un modèle de pré-série a été testé en 2018 et la production de la série est en cours avec la mise en service commerciale effective depuis le 1er juillet 2020 sur le réseau de la JR Central. Les améliorations concernent l'aérodynamisme des rames, le système de freinage encore plus performant surtout lors des arrêts d'urgences (séismes, etc.), un confort supérieur des passagers (suspensions actives et roulement vibratoire des rames mieux contrôlé grâce à des capteurs, etc.), de meilleurs services à bord (prises à tous les sièges pour les mobiles ; des toilettes utilisables en cas de problème d'énergie de la rame, etc.). Les batteries de secours permettent dans la mesure du possible un accès à une station (ou un point d'évacuation adapté) en cas de panne d'alimentation du réseau (séismes ou autres). Un diagnostic (+ une surveillance) en temps réel des rames s'avère possible grâce aux multiples caméras présentes à bord (entretien renforcé, maintenance plus précise, contrôle des voies, surveillance / sécurité des passagers, etc.). Son nom complet est N700 Suprême.

Une version modifiée, le N700S 8000 a été mise en service le 23 Septembre 2022 sur la ligne Shinkansen Nishi Kyūshū entre Hakata et Nagasaki. Cette version est composée de 6 voitures.

## Le N700-7000/8000
Un modèle particulier de Shinkansen N700 ne comportant que huit voitures a été développé pour la JR West (N700-7000) et la JR Kyushu (N700-8000) pour les services Mizuho et Sakura sur l'ensemble des lignes Sanyō et Kyūshū entre Osaka (gare de Shin-Osaka) et Kagoshima (gare de Kagoshima-Chūō). Ils ont été mis en service en 2011 à l'ouverture du tronçon Fukuoka (gare de Hakata) - Yatsushiro (gare de Shin-Yatsushiro). Contrairement aux précédents N700, ils ne comportent pas de mécanisme pendulaire. Le premier exemplaire (S1) a été livré au dépôt de Hakata en octobre 2008. 
Ils sont d'une capacité de 546 places, dont 24 en « Green car ». Cette classe se compose d'un « salon » qui prend la moitié de la voiture 6, avec des sièges disposés en 2+2, larges de 480 mm et écartés d'1,16 m. Les voitures 4 à 8, et la moitié de la voiture 6, sont sur réservation, avec des sièges en 2+2 de 465 mm de large et d'1,04 m d'écartement. Enfin, la classe standard, sans réservation, est limitée aux trois premières voitures, avec des rangées de 3+2 sièges de 440 mm de large (460 mm pour les sièges du milieu de la rangée de 3) et 1,04 m d'écart. Le décor extérieur est dit shiraai (白藍), ou « bleu pâle », censé évoquer la porcelaine traditionnelle, et avec des lignes indigo et or.

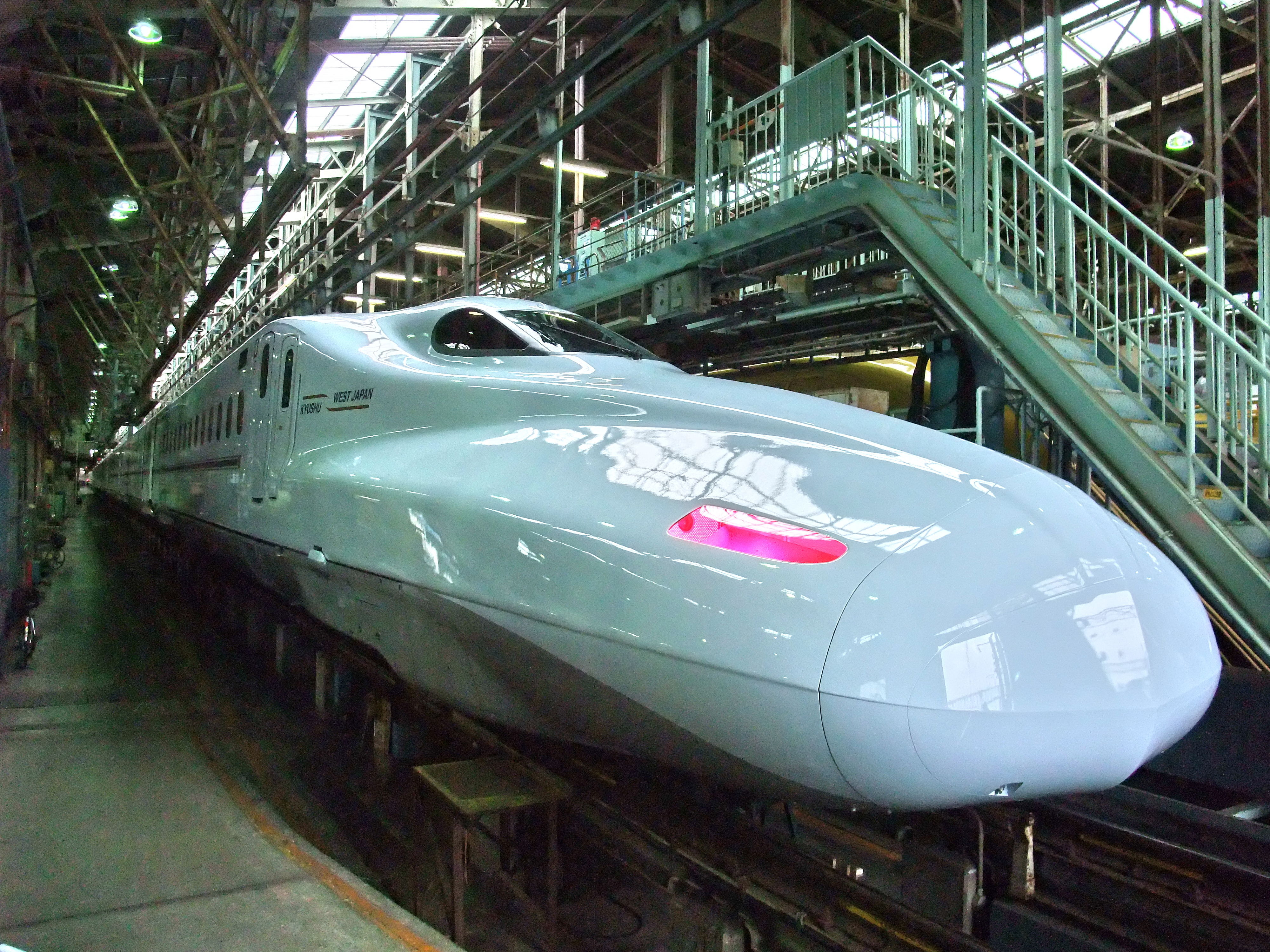
Sakura S1, premier de la série N700-7000 à avoir été livré au dépôt Hakata en octobre 2008